# Andrea Kurth
Andrea Kurth (* 30. September 1957 in Breitenbrunn/Erzgeb.; nach Heirat: Andrea Sredzki) ist eine ehemalige Ruderin aus der DDR. Sie gewann 1976 olympisches Gold im Vierer mit Steuerfrau.
Andrea Kurth vom SC Einheit Dresden saß 1976 in dem von Richard Wecke trainierten DDR-Vierer, der in der Besetzung Karin Metze, Bianka Schwede, Gabriele Lohs, Andrea Kurth und Steuerfrau Sabine Heß antrat. Bei den Olympischen Spielen 1976 in Montreal hatte das Frauenrudern seine olympische Premiere. Die Boote aus der DDR gewannen in den sechs Bootsklassen vier Goldmedaillen und zwei Silbermedaillen. Die erste Entscheidung war die im Vierer mit Steuerfrau und hier gewann das Dresdner Boot die erste olympische Goldmedaille im Frauenrudern. 1977 saßen alle fünf Ruderinnen aus dem Gold-Vierer im DDR-Achter, nachdem sie zuvor bei den DDR-Meisterschaften gewonnen hatten.
1976 wurde sie mit dem Vaterländischen Verdienstorden in Silber ausgezeichnet.
1980 heiratete Andrea Kurth den Ruderweltmeister von 1978 Gerd Sredzki. Die Diplom-Sportlehrerin war später als Jugendtrainerin tätig.